# Wydział Archiwów Państwowych
Wydział Archiwów Państwowych – jednostka organizacyjna Ministerstwa Wyznań Religijnych i Oświecenia Publicznego, która w latach 1919–1939 zarządzała archiwami państwowymi w Polsce.

## Historia
W ramach Departamentu Spraw Politycznych Tymczasowej Rady Stanu od kwietnia 1917 r. funkcjonowała Komisja Archiwalna, która na początku 1918 r. przekształciła się w Wydział Archiwów Państwowych w Ministerstwie Wyznań Religijnych i Oświecenia Publicznego. Wydział doprowadził do wydania 31 lipca 1918 r. reskryptu Rady Regencyjnej „O organizacji archiwów państwowych i opiece nad archiwaliami”. Powtórzeniem jego treści był dekret z 7 lutego 1919 r. o organizacji archiwów państwowych i opiece nad archiwaliami, podpisany przez Józefa Piłsudskiego. Zgodnie z dekretem z 7 lutego 1919 r. zwierzchnikiem archiwów państwowych został minister wyznań religijnych i oświecenia publicznego, któremu podporządkowano Wydział.
Po II wojnie światowej zachowano tę strukturę, tworząc w 1945 roku Wydział Archiwów Państwowych w Ministerstwie Oświaty. Na tej bazie w marcu 1951 roku powołano Naczelną Dyrekcję Archiwów Państwowych.

## Zakres działania
Do zakresu działania Wydziału należało:
- zarząd archiwów państwowych,
- opieka techniczno-naukowa nad archiwami i zbiorami archiwalnymi,
- ratowanie archiwaliów oraz udzielanie rad i pomocy w zakresie archiwaliów, które znajdowały się w rękach prywatnych,
- rewindykacja zbiorów archiwalnych stanowiących własność państwa polskiego.

Na czele Wydziału stał naczelnik, a od 1925 r. naczelny dyrektor archiwów państwowych.

## Kierownicy Wydziału
Wydziałem kierowali kolejno:
- Stefan Ehrenkreutz (1917–1919)
- Józef Paczkowski (1919–1926)
- Stanisław Ptaszycki (1926–1931)
- Witold Suchodolski (1931–1939, 1945–1949)